# Jan Kirchhoff
Jan Tilman Kirchhoff (Frankfurt am Main, 1 oktober 1990) is een Duits voetballer die bij voorkeur als centrale verdediger speelt. 

## Clubcarrière
Kirchhoff werd op achtjarige leeftijd opgenomen in de jeugdopleiding van Eintracht Frankfurt. Die verruilde hij in 2007 voor die van FSV Mainz 05, waar hij een jaar later werd opgenomen in de selectie voor het eerste elftal. Kirchhoff debuteerde op 2 november 2008 voor Mainz in het betaald voetbal in een wedstrijd tegen Rot Weiss Ahlen, in de 2. Bundesliga.
Kirchhoff tekende op 4 januari 2013 een voorcontract bij Bayern München, dat hem na afloop van dat seizoen transfervrij overnam van FSV Mainz 05. Hij debuteerde op de openingsspeeldag van het seizoen 2013/14 voor Bayern München, tegen Borussia Mönchengladbach. Hij viel die wedstrijd na 73 minuten in voor Bastian Schweinsteiger. Bayern verhuurde Kirchhoff in december 2013 voor anderhalf seizoen aan Schalke 04. In januari 2016 maakte hij een definitieve overstap naar Sunderland. Medio 2017 liep zijn contract af. Nadat hij een haflf jaar geen club had, sloot hij in februari 2018 na een stage aan bij Bolton Wanderers.

## Interlandcarrière
Kirchhoff kwam uit voor diverse Duitse nationale jeugdelftallen. Hij speelde achttien wedstrijden voor Duitsland -21.

## Erelijst
| UEFA Super Cup           | 1x | 2013 |
| Wereldkampioen clubteams | 1x | 2013 |